# Lophalia cribricollis
Lophalia cribricollis là một loài bọ cánh cứng trong họ Cerambycidae.